# New Dane
Pour les articles homonymes, voir Dane.

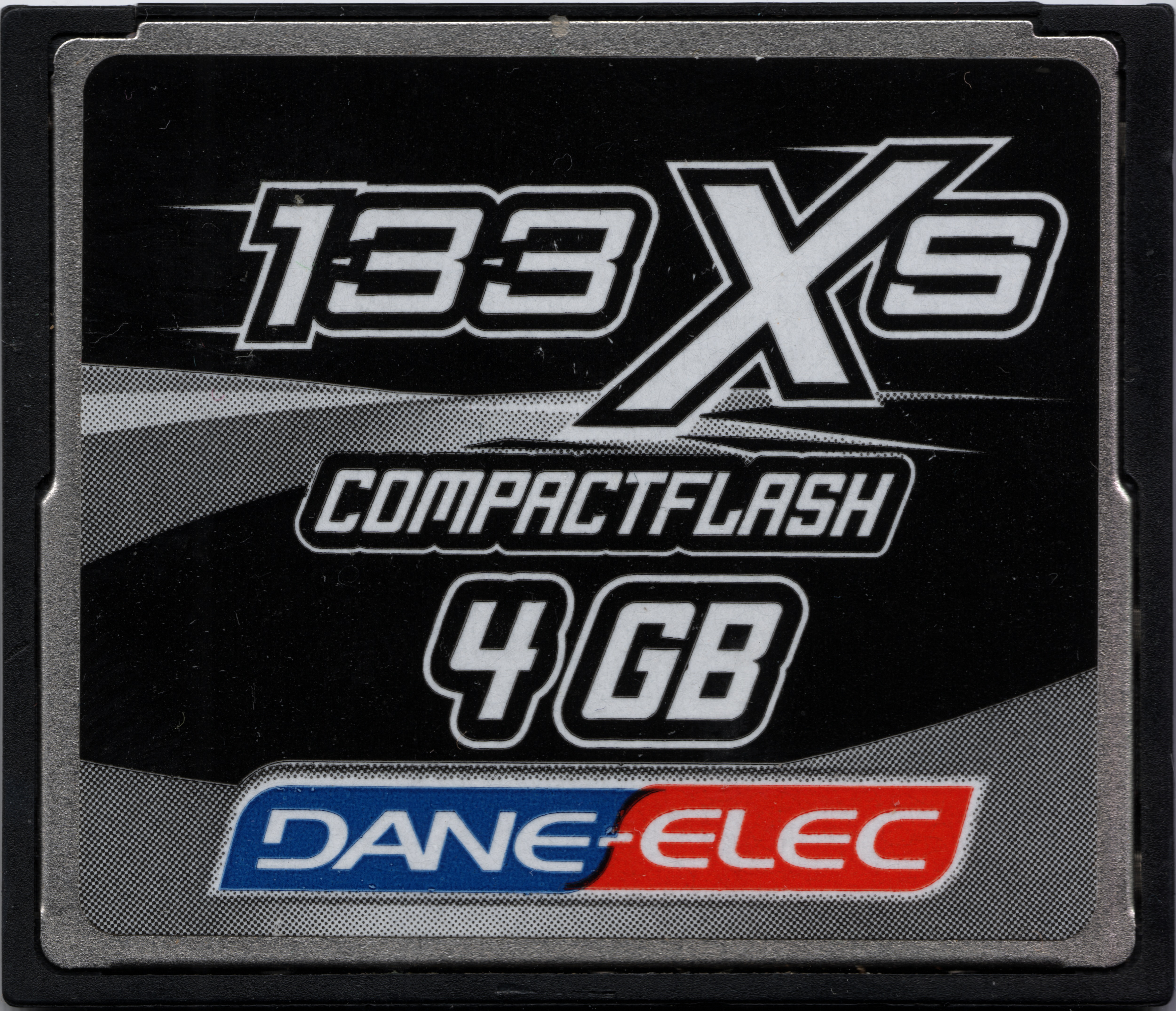
Dane-Elec 4 GB CompactFlash card

New Dane (Dane Corp. aux États-Unis), anciennement Dane-Elec Group est une entreprise française de fabrication de  mémoires informatiques. Le nom Dane est une combinaison des deux premières lettres du prénom des fondateurs de cette société, David Haccoun et Nessim Bodokh.

## Histoire

### Dane Élec Memory
Fondé en 1985 en France, la société s'est d'abord développée au Royaume-Uni, en Allemagne et au Benelux. En 1996, l'entreprise ouvre une usine d'assemblage en Irlande et un réseau de distribution aux États-Unis. L'année suivante, le groupe est introduit sur le Second Marché de la Bourse de Paris. À partir de 2005, Dane-Elec se développe fortement en Asie depuis son implantation à Taïwan et en Chine.
En 2000, Dane Élec met au point la première barrette de 1 Go de mémoire SDRAM ; son prix est de 3 635 €.

### New Dane
En juin 2017, sa liquidation judiciaire est prononcée et l'essentiel de ses activités est repris par New Dane, une nouvelle structure.
New Dane est elle même en liquidation judiciaire en janvier 2018 deux ans et demi après la reprise.

## Activité de l'entreprise

### Activité économique

#### Dane Elec Memory
La société Dane Elec Memory conçoit, fabrique et distribue des mémoires SDRam. Ce marché est dépendant du marché des micro-ordinateurs en plein boom depuis les années 1990. Cependant le début des années 2000 représente un tournant avec une stagnation du marché des micro-ordinateurs, une pression à la baisse du prix des mémoires SDRam. Par ailleurs, les produits électroniques qui ont le vent en poupe (clefs USB, baladeurs MP3…) utilisent des mémoires flash.
Partant de ce constat, la société axe alors son développement vers les produits électroniques : produits de stockage (clefs USB, disques externes) et produits nomades.
À partir de 2009 l'entreprise met en place un plan dont l'objectif est multiple :
- une réduction des stocks, jugés trop importants;
- un recentrage sur une gamme plus restreinte de produits électroniques (60 au lieu de 150);
- une restructuration de l'organisation européenne du groupe, vers un plus grand centralisme (tout se décide depuis la France);
- un abandon des marchés jugés non stratégiques (Dubaï, Israël, Amérique du Sud);
- une baisse des effectifs de 263 en 2010 à environ 150 personnes en 2011[5].

### Quelques chiffres
| Chiffres en millions d'euros | 2011 | 2010 | 2009 | 2008 | 2007 | 1997 | 1996 |
| ---------------------------- | ---- | ---- | ---- | ---- | ---- | ---- | ---- |
| Chiffre d'affaires           | 95   | 157  | 180  | 161  | 202  | 955  | 678  |
| Résultat net part du groupe  | −8   | −20  | 0,7  | −7   | 0,2  |      |      |